# 地皇 (元号)
地皇（ちこう）は、新の王莽の治世に行われた3番目の元号。
新朝最後の元号。20年 - 23年。

## 出来事
- 3年
  - 4月：樊崇（はんすう）の軍、赤眉軍を称す。緑林軍、下山して勢力を分散し、王常・成丹が下江軍を率いて西進、王匡・王鳳が新市軍を率いて北進。
  - 7月：陳牧・廖湛（りょうたん）の平林軍が新市軍に合流する。
  - 11月：劉縯・劉秀兄弟が挙兵し、新市・平林軍に合流する。
- 4年
  - 2月：緑林軍、平林軍にいた更始将軍劉玄を皇帝に立て漢復興を標榜する（更始帝）。
  - 6月：昆陽の戦い。
  - 9月：更始軍、長安を攻め、王莽を殺害、新朝は滅亡。

## 西暦との対照表
| 地皇 | 元年 | 2年  | 3年  | 4年  |
| 西暦 | 20年 | 21年 | 22年 | 23年 |
| 干支 | 庚辰 | 辛巳 | 壬午 | 癸未 |

## 他年号との対照表
| 地皇 | 元年 | 2年 | 3年 | 4年    |
| 更始 | -    | -   | -   | 更始元 |
| 隗囂 | -    | -   | -   | 漢復元 |